# Liste der Orte im Kreis Lippe

Wappen des Kreises Lippe

Die Liste der Orte im Kreis Lippe listet die geographisch getrennten Orte (Ortsteile, Gemeindeteile, Stadtteile, Dörfer, Weiler, Höfe, (Einzel-)Häuser und Wohnplätze) im Kreis Lippe in Nordrhein-Westfalen.

## Übersicht
Der Kreis Lippe setzt sich aus den zehn Städten Bad Salzuflen, Barntrup, Blomberg, Detmold, Horn-Bad Meinberg, Lage, Lemgo, Lügde, Oerlinghausen und Schieder-Schwalenberg sowie den sechs Gemeinden Augustdorf, Dörentrup, Extertal, Kalletal, Leopoldshöhe und Schlangen zusammen.
Die 16 Kommunen werden im Zentrum des Wappens durch die 16 gelben Punkte dargestellt. Bad Salzuflen, Lage und Lemgo sind mittlere kreisangehörige Städte, Detmold ist eine große kreisangehörige Stadt.

## Systematische Liste
- Karte mit allen Koordinaten der Orte im Kreis Lippe:
- OSM |
- WikiMap

### Augustdorf
- Augustdorf (⊙)

### Bad Salzuflen
Bad Salzuflen mit den zwölf Ortsteilen
- Bad Salzuflen (Kernstadt) (⊙) mit dem „Schwaghof“ (⊙)

- Biemsen-Ahmsen
  - zu Biemsen-Ahmsen die Dörfer Ahmsen (⊙) und Biemsen (⊙) sowie der „Wohnplatz Meerbrede“ (⊙) und das „Gut Hörentrup“ (⊙)

- Ehrsen-Breden
  - zu Ehrsen-Breden die Dörfer Breden (⊙) und Ehrsen (⊙), der Weiler Grünau (⊙), ein Teil des Weilers Hollenstein (⊙)  sowie das „Gut Ribbentrup“ (⊙) und der „Berghof“ (⊙)

- Grastrup-Hölsen
  - zu Grastrup-Hölsen die Dörfer Grastrup (⊙), Hölsen (⊙) und Hölserheide (⊙), die Weiler Hölsersundern (⊙), Hünderserberg (⊙), Quentsiek (⊙), Sassenholz (⊙) Stallhaus (⊙) und Uekermann an der Bega (⊙) sowie der „Lehhof“ (⊙) und das „Gut Hündersen“ (⊙)

- Holzhausen
  - zu Holzhausen die Dörfer Holzhausen (⊙) und Sylbach (⊙), der Wohnplatz Lindemannsheide (⊙) sowie die Höfe „Alt Holzhausen“ (⊙), „Gronhof“ (⊙), „Hartigshof“ (⊙), „Lindemannshof“ (⊙) und „Pecherhof“ (⊙)

- Lockhausen
  - zu Lockhausen das Dorf Lockhausen (⊙), die Weiler Büxten (⊙), Kusenbaum (⊙), Steinheide (⊙) und Uebbentrup (⊙), die Wohngebiete „Grenzweg“ (⊙), „Kriegerheide“ (⊙), „Sepp“ (⊙) und „Speckenbach“ (⊙) sowie das „Gut Vinnen“ (⊙)

- Papenhausen
- zu Papenhausen die Weiler Düstersiek (⊙), Heidkamp (⊙) und ‚Kahler Berg‘ (⊙)

- Retzen
  - zu Retzen das Dorf Retzen (⊙) sowie die Weiler Volkhausen (⊙) und Bergkirchen (⊙)

- Schötmar
  - zu Schötmar der Ort Schötmar (⊙) und die „Siedlung Kattenbrink“ (⊙)

- Werl-Aspe
  - zu Werl-Aspe die Dörfer Aspe (⊙), Knetterheide (⊙) und Werl (⊙) sowie die Wohnplätze „Asperheide“ (⊙), „Hellbrede“ (⊙), „Riedweg“ (⊙) und „Werler Feld“ (⊙)

- Wülfer-Bexten
  - zu Wülfer-Bexten die Dörfer Bexten (⊙) und Wülfer (⊙), der Wohnplatz Bexterbreden (⊙), die Wohnsiedlungen „Auf der Huneke“ (⊙) und „Wülferheide“ (⊙) sowie die Weiler Wülfermühle (⊙) und Zigenecke (⊙)

- Wüsten
  - zu Wüsten das Dorf Wüsten (⊙), die Weiler Glimke (⊙), Hellerhausen (⊙), Hollenstein (⊙), Pehlen (⊙) und Pillenbruch (⊙) sowie die Siedlungen bzw. Wohnplätze „Erdsiek“ (⊙), „Frettholz“ (⊙), „Krutheide“ (⊙), „Loose“ (⊙), „Neues Dorf“ (⊙), „Steinbeck“ (⊙), „Sundern“ (⊙), „Voßhagen“ (⊙), „Waldemeine“ (⊙), „Wiensiek“ (⊙) und „Windberg“ (⊙)
    - zu Pehlen die Höfe „Albertsmeier“ (⊙), „Niederlag“ (⊙), „Schuckmann“ (⊙) und „Schwabedissen“ (⊙)
    - zu Pillenbruch die Höfe „Boberg“ (⊙), „Kixmühle“ (⊙), „Schumacher“ (⊙) und „Stuckmann“ (Pilzhof Lippe) (⊙)

### Barntrup
Barntrup mit den fünf Ortsteilen
- Alverdissen
  - zu Alverdissen das Dorf Alverdissen (⊙), der Weiler Dudenhausen (⊙), die Bauernschaft „Struchtrup“ (⊙) sowie der Wohnplatz „Rott“ (⊙)

- Barntrup
  - zu Barntrup die Kernstadt (⊙), der Wohnplatz „Frettholz“ (⊙) sowie die Güter „Mönchshof“ (⊙) und „Sevinghausen“ (⊙)

- Selbeck
  - zu Selbeck das Dorf Selbeck (⊙) sowie der Weiler Rote Kuhle (⊙)

- Sommersell
  - zu Sommersell das Dorf Sommersell (⊙) sowie der Weiler Bentrup (⊙)

- Sonneborn (⊙), die Weiler Herborn (⊙) und Uhlental (⊙) sowie die Wohnplätze „Kropsheide“ (⊙) und „Pulsfeld“ (⊙)

### Blomberg
Blomberg mit den 19 Ortsteilen
- Altendonop (⊙)

- Blomberg (Kernstadt) (⊙)

- Borkhausen
  - zu Borkhausen das Dorf Borkhausen (⊙) und der Weiler Freimissen (⊙)

- Brüntrup
  - zu Brüntrup das Dorf Brüntrup (⊙), ein Teil des Weilers Flötepfeife (⊙) und der „Wallbaumshof“ (⊙)

- Cappel
  - zu Cappel das Dorf Cappel (⊙), der Weiler Ellern (⊙), ein Teil des Weilers Flötepfeife (⊙) sowie der „Hof Meyer zu Oestrup“(⊙)

- Dalborn (⊙)

- Donop
  - zu Donop die Dörfer bzw. Weiler Gehrenberg (⊙), Hagendonop (⊙), Kirchdonop (⊙) sowie der „Lüdershof“ (⊙)

- Eschenbruch
  - zu Eschenbruch die Dörfer bzw. Weiler Eschenbruch (⊙), Hiddensen (⊙), Graben (⊙), Klus (⊙) und Trift (⊙)

- Großenmarpe
  - zu Großenmarpe das Dorf (⊙) sowie die Weiler Hahnenberg (⊙), Hestrup (⊙) und Stollberg (⊙)

- Herrentrup (⊙)

- Höntrup
  - zu Höntrup das Dorf Höntrup (⊙) und ein Teil des Weilers Mühlenfeld (⊙)

- Istrup
  - zu Istrup das Dorf Istrup (⊙), das „Gut Nassengrund“ (⊙) und der „Hof Reichenberg“ (⊙)

- Kleinenmarpe (⊙)

- Maspe (⊙)
- Mossenberg-Wöhren
  - zu Mossenberg-Wöhren die Dörfer Mossenberg (⊙) und Wöhren (⊙)

- Reelkirchen
  - zu Reelkirchen das Dorf Reelkirchen (⊙) und der Weiler Steinsiek (⊙)

- Siebenhöfen
  - zu Siebenhöfen die Weiler Ober- und Untersiebenhöfen (⊙), der Weiler Wilbasen (⊙) sowie der „Hof Drawe“ (⊙)

- Tintrup (⊙)

- Wellentrup
  - zu Wellentrup das Dorf Wellentrup (⊙) und ein Teil des Weilers Mühlenfeld (⊙)

### Detmold
Detmold mit den 27 Ortsteilen
- Barkhausen
  - zu Barkhausen die ehemaligen Bauerschaften Barkhausen (⊙), Biesen (⊙) und Obernhausen (⊙) sowie der Wohnplatz „Ortmühle“ (⊙)

- Bentrup (⊙)

- Berlebeck (⊙)

- Brokhausen (⊙)

- Detmold-Nord 
  - zu Detmold-Nord die nördlichen Bereiche der Kernstadt (⊙) und Hohenloh (⊙)

- Detmold-Süd
  - zu Detmold-Süd die südlichen Bereiche der Kernstadt (⊙)

- Diestelbruch
  - zu Diestelbruch die Ortschaften Diestelbruch (⊙), Leistrup und Meiersfeld (⊙) sowie der Weiler Döringsfeld (⊙)

- Hakedahl
  - zu Hakedahl das Dorf Hohenwart (⊙), der „Meierhof Hakedahl“ (⊙), die „Siedlung Herberhausen“ (⊙) und das „Gut Herberhausen“ (⊙)

- Heidenoldendorf (⊙)

- Heiligenkirchen
  - zu Heiligenkirchen der Ort Heiligenkirchen (⊙) und das Wohngebiet am Hellberg mit dem „Sprengerhof“ (⊙)

- Hiddesen
  - zu Hiddesen der Ort Hiddesen (⊙) sowie die Wohnplätze „Hiddesener Bent“ (⊙) und „Donoper Teich“ (⊙)

- Hornoldendorf
  - zu Hornoldendorf der Ort Hornoldendorf (⊙) und das „Rittergut Hornoldendorf“ (⊙)

- Jerxen-Orbke
  - zu Jerxen-Orbke die Orte Jerxen (⊙) und Orbke (⊙)

- Klüt
  - zu Klüt der Ort Klüt (⊙) mit dem Wohngebiet „Klüter Berg“, die Weiler Dehlentrup (⊙) und Oettern (⊙) sowie das „Gut Röhrentrup“ (⊙)

- Loßbruch (⊙)

- Mosebeck
  - zu Mosebeck der Ort Mosebeck (⊙) sowie die Siedlungen „Altenkamp“ (⊙), „Lehmbrink“ (⊙) und „Lohholz“ (⊙).

- Niederschönhagen (⊙)

- Nienhagen
  - zu Nienhagen die beiden Wohngebiete Ober- (⊙) und Unternienhagen (⊙)

- Niewald (⊙)

- Oberschönhagen
  - zu Oberschönhagen die Weiler Capelle (⊙) und Oberschönhagen (⊙)

- Oettern-Bremke
  - zu Oettern-Bremke die Weiler Bremke (⊙) und Oettern (⊙) sowie der „Wohnplatz Oetternberg“ (⊙)

- Pivitsheide V. H. (⊙)

- Pivitsheide V. L.
  - zu Pivitsheide V. L. die Ortsteile Pivitsheide (⊙) und Kussel (⊙)

- Remmighausen
  - zu Remmighausen der Ort Remmighausen (⊙), der Weiler Lenstrup (⊙) und der „Hof Mischer“ (⊙)

- Schönemark
  - zu Schönemark der Weiler Schönemark (⊙) und das „Gut Beerentrup“ (⊙)

- Spork-Eichholz (⊙)

- Vahlhausen
  - zu Vahlhausen die Dörfer bzw. Weiler Dahlsheide (⊙), Hohenwart (⊙), Neumeiersfeld (⊙), Vahlhausen (⊙) und Vahlhauser Höhe (⊙)

### Dörentrup
Dörentrup mit den fünf Ortsteilen
- Bega
  - zu Bega der Ort Bega (⊙), die Weiler Blomenstein (⊙) und Sibbentrup (⊙) sowie der „Hof Altrogge“ (⊙)

- Hillentrup
  - zu Hillentrup die Orte Dörentrup (⊙), Hillentrup (⊙) und Spork (⊙), die Weiler Farmbeck (⊙), Homeien (⊙), Markfeld (⊙) und Neuenkamp (⊙), die „Siedlung Krubberg“ (⊙) sowie der „Meyersollenhof“ (⊙) und der „Rosenbaumhof“ (⊙)

- Humfeld (⊙)

- Schwelentrup
  - zu Schwelentrup der Ort Schwelentrup (⊙), die Weiler Drecken (⊙), Oelentrup (⊙) und Vogtskamp (⊙), die „Siedlung Alter Sternberg“ (⊙), die „Domäne Göttentrup“ (⊙) sowie die Höfe „Mühlenmeier“ (⊙), „Forellenhof“ (⊙), Lüdekingshof (⊙) und „Sonnenhof“ (⊙)

- Wendlinghausen
  - zu Wendlinghausen der Ort Wendlinghausen (⊙), das „Schloss Wendlinghausen“ (⊙) sowie die Weiler Betzen (⊙) und Stumpenhagen (⊙)

### Extertal
Extertal mit den zwölf Ortsteilen
- Almena
  - zu Almena der Ort Almena (⊙), die Weiler Berg (⊙), Bistrup (⊙), Malmershaupt (⊙) und Schneppel (⊙) sowie der „Knopshof“ (⊙)

- Asmissen
  - zu Asmissen der Ort Asmissen (⊙), die Weiler Aechternhöfen (⊙), Egge (⊙), Eimke (⊙), Fassenberg (⊙), Hohensonne (⊙), Jägerborn (⊙), Linderhofe (⊙), Pieperberg (⊙), Rethberg (⊙), Strang (⊙), Stratenberg (⊙) sowie die „Burg Sternberg“ (⊙) und das „Gut Ullenhausen“ (⊙)

- Bösingfeld (⊙)

- Bremke
  - zu Bremke der Ort Bremke (⊙) und die „Siedlung Goldener Winkel“ (⊙)

- Göstrup
  - zu Göstrup der Ort Göstrup (⊙), die Weiler Hüttenhau (⊙) und Wilse (⊙) sowie der „Hof Hagen“ (⊙) und der „Hof Spille“ (⊙)

- Kükenbruch
  - zu Kükenbruch der Ort Kükenbruch (⊙) und der „Kromehof“ (⊙)

- Laßbruch
  - zu Laßbruch der Ort Laßbruch (⊙) und der Weiler Maßbruch (⊙)

- Meierberg
  - zu Meierberg die Weiler Buchhals (⊙), Drömschen (⊙), Siek (⊙) und Wiemke (⊙)

- Nalhof
  - zu Nalhof der Ort Nalhof (⊙) sowie die Weiler Klein Nalhof (⊙) und Vallentrup (⊙)

- Rott
  - zu Rott der Ort Rott (⊙) und der Weiler Nösingfeld (⊙)

- Schönhagen
  - zu Schönhagen die Weiler Heinenbüchenbruch (⊙), Reine (⊙) und Schönhagen (⊙), das „Gut Schönhagen“ (⊙) sowie der „Benthof“ (⊙), der „Buschhof“ (⊙) und der „Drostenhof“ (⊙)

- Silixen
  - zu Silixen der Ort Silixen (⊙), die Weiler Mühlenkamp (⊙) und Pfefferberg (⊙) sowie der „Bögerhof“ (⊙)

### Horn-Bad Meinberg
Horn-Bad Meinberg mit den 16 Gemeindeteilen
- Bad Meinberg
  - zu Bad Meinberg der namensgebende Stadtteil Bad Meinberg (⊙), die Weiler Ellernkamp (⊙) und Kohlenberg (⊙) sowie die „Siedlung Buschkamp“ (⊙)
- Belle
  - zu Belle der Ort Belle (⊙), die „Siedlung Molkenberg“ (⊙) sowie der „Kutzehof“ (⊙), der „Lakehof“ (⊙) und der „Hof Schröder“ (⊙)
- Bellenberg (⊙)
- Billerbeck
  - zu Billerbeck der Ort Billerbeck (⊙) und die „Mattenmühle“ (⊙)
- Feldrom – siehe unten → Veldrom/Feldrom/Kempen
- Fissenknick (⊙)
- Fromhausen (⊙)
- Heesten
  - zu Heesten der Ort Heesten (⊙), der Weiler Küte (⊙) und das „Rittergut Küterbrok“ (⊙)
- Holzhausen-Externsteine (⊙)
- Horn
  - zu Horn der namensgebende Stadtteil Horn (⊙) sowie die „Buschmühle“ (⊙) und die „Stuckenmühle“ (⊙)
- Kempenfeldrom – siehe unten → Veldrom/Feldrom/Kempen
- Leopoldstal
  - zu Leopoldstal der Ort Leopoldstal (⊙), die „Siedlung Kuhlenberg“ (⊙), das „Gut Rothensiek“ (⊙) sowie die „Herrenmühle“ (⊙) und die „Silbermühle“ (⊙)
- Schmedissen (⊙)
- Vahlhausen (⊙)
- Veldrom/Feldrom/Kempen
  - zu Veldrom/Feldrom/Kempen die Orte Feldrom (⊙), Kempen (⊙) und Veldrom (⊙) sowie die Siedlungen „Am Siep“ (⊙), „Haue“ (⊙), „Mönkeberg“ (⊙) und „Schnat“ (⊙)
- Wehren
  - zu Wehren der Ort Wehren (⊙), die Weiler Hollhöfen (⊙) und Wällen (⊙) sowie der „Hof Wrenger“ (⊙)
- Wilberg (⊙)

### Kalletal
Kalletal mit den 16 Ortsteilen
- Asendorf
  - zu Asendorf die Dörfer Asendorf (⊙) und  Herbrechtsdorf (⊙) sowie die Weiler Hellberg (⊙), Kohlbeet (⊙) und Sturheide (⊙)

- Bavenhausen
  - zu Bavenhausen das Dorf Bavenhausen (⊙), die Ortschaft Rentorf (⊙), die Weiler Elend (⊙) und Huxol (⊙) sowie die „Siedlung Waterloo“ (⊙)

- Bentorf
  - zu Bentorf die Dörfer Bentorf (⊙) und Harkemissen (⊙) sowie die Weiler Hankenegge (⊙), Heidegrund (⊙), Lichtensberg (⊙) und Wiebensiek (⊙)

- Brosen
  - zu Brosen das Dorf Brosen (⊙) sowie die Siedlungen Rafeld (⊙) und Selsen (⊙)

- Erder
  - zu Erder das Dorf Erder (⊙) und der Weiler Biershöhe (⊙)

- Heidelbeck
  - zu Heidelbeck die Dörfer Heidelbeck (⊙) und Tevenhausen (⊙) sowie die Weiler Hohlenweg (⊙), Langewand (⊙) und Osterberg (⊙)

- Henstorf
  - zu Henstorf die Dörfer Hestorf (⊙) und Niedermeien (⊙) sowie die Weiler Bornsiek (⊙), Holzbrede (⊙) und Im Klee (⊙)

- Hohenhausen (Hauptort)
  - zu Hohenhausen die Orte Hohenhausen (⊙) und  Echternhagen (⊙) sowie die Weiler Bruch (⊙), Dalbke (⊙), Eichholz (⊙) und Tiefental (⊙)

- Kalldorf
  - zu Kalldorf die Orte Faulensiek (⊙), Kalldorf (⊙) und Steinegge (⊙) sowie die Weiler Farmbke (⊙), Niedernmühle (⊙), Wiebesiek (⊙) und Winterberg (⊙)

- Langenholzhausen
  - zu Langenholzhausen der Ort Langenholzhausen (⊙) sowie die Weiler Hellinghausen (⊙), Kahlgrund (⊙), Kirchgrund (⊙) und Pferdebruch (⊙)

- Lüdenhausen (⊙)

- Osterhagen (⊙)

- Stemmen
  - zu Stemmen der Ort Stemmen (⊙) und der Weiler Elfenborn (⊙)

- Talle
  - zu Talle das Dorf Talle (⊙) mit der „Siedlung Brede“ (⊙), die Weiler Niederntalle (⊙) und Röntorf (⊙) sowie der „Eichhof“ (⊙)

- Varenholz
  - zu Varenholz  der Ort Varenholz (⊙), das „Schloss Varenholz“ (⊙), die „Dömäne Varenholz“ (⊙) und der „Hof Müller“ (⊙)

- Westorf
  - zu Westorf der Ort Westorf (⊙), die Weiler Hemmensiek (⊙), Höltern (⊙), Südholz (⊙) und Wentorf (⊙) sowie der „Hof Gehren“ (⊙)

### Lage
Lage mit den 15 Ortsteilen
- Billinghausen
  - zu Billinghausen der Ort Billinghausen (⊙) sowie der Weiler Billinghauser Heide (⊙)

- Ehrentrup (⊙)

- Hagen
  - zu Hagen der Ort Hagen (⊙) sowie der Weiler Sprikernheide (⊙)

- Hardissen
  - zu Hardissen die Orte Hardissen (⊙) und (ein Teil von) Maßbruch (⊙) sowie das „Gut Lückhausen“ (⊙)

- Hedderhagen (⊙)

- Heiden
  - zu Heiden der Ort Heiden (⊙) sowie der „Helweghof“ (⊙), der „Sültehof“ (⊙) und das „Gut Avenhaus“ (⊙)

- Heßloh (⊙)

- Hörste
  - Hörste mit dem Ort Hörste (⊙), den Weilern Hiddentrup (⊙), Hörster Bruch (⊙), Stapelage (⊙) und Uekenpohl (⊙) sowie dem „Hof Krawinkel“ (⊙) und dem „Gut Stapelage“ (⊙)

- Kachtenhausen (⊙)

- Lage (Kernstadt) (⊙)
- Müssen
  - zu Müssen die Orte Breitenheide (⊙) und Müssen (⊙) sowie die Weiler Bark (⊙) und Hüntrup (⊙)

- Ohrsen
  - zu Ohrsen die Orte Ehlenbruch (⊙) und Ohrsen (⊙) sowie der „Sunderhof“ (⊙)

- Pottenhausen
  - zu Pottenhausen der Ort Pottenhausen (⊙) sowie der Weiler Hakenheide (⊙), das Wohngebiet „Auf dem Sande“ (⊙) und das „Schloss Iggenhausen“ (⊙)

- Waddenhausen (⊙)

- Wissentrup
  - zu Wissentrup der Ort Wissentrup (⊙) sowie der Weiler Kamerun (⊙)

### Lemgo
Lemgo mit den 14 Ortsteilen
- Brake
  - zu Brake der Ort Brake (⊙) und der Weiler Stucken (⊙)
- Brüntorf
  - zu Brüntorf der Ort Brüntorf (⊙) sowie die Weiler Istorf (⊙) und Niederbrüntorf (⊙)
- Entrup
  - zu Entrup der Ort Entrup (⊙) und der „Neuenturmhof“ (⊙)
- Hörstmar
  - zu Hörstmar der Ort Hörstmar (⊙) und das Wohngebiet „Büllinghauser Heide“ (⊙)
- Leese
  - zu Leese der Ort Leese (⊙) sowie die Weiler Tipp (⊙) und Wittighöfen (⊙)
- Lemgo (Kernstadt) (⊙)
- Lieme
  - zu Lieme das Dorf Lieme (⊙), die Weiler Hengstheide (⊙), Rhiene (⊙), Strang (⊙) und Wittighöferheide (⊙) sowie das „Gut Büllinghausen“ (⊙)
- Lüerdissen
  - zu Lüerdissen der Ort Lüerdissen (⊙) sowie die Weiler Lüerdisser Bruch (⊙), Luherheide (⊙), Niederluhe (⊙) und Oberluhe (⊙)
- Matorf-Kirchheide
  - zu Matorf-Kirchheide die Dörfer Kirchheide (⊙) und Matorf (⊙), die Weiler Bredaerbruch (⊙), Lehmkuhle (⊙) und Loholz (⊙) sowie die Domäne Breda (⊙)
- Trophagen (⊙)
- Voßheide
  - zu Voßheide der Ort Voßheide (⊙) sowie die Weiler Breite (⊙), Dinglinghausen (⊙), Hasebeck (⊙), Kluckhof (⊙), Lütte (⊙), Maßbruch (⊙) und Vogelhorst (⊙)
- Wahmbeck
  - zu Wahmbeck die Orte Wahmbeck (⊙) und Wahmbeckerheide (⊙)
- Welstorf (⊙)
- Wiembeck
  - zu Wiembeck die Weiler Oberwiembeck (⊙) und Unterwiembeck (⊙)

### Leopoldshöhe
Leopoldshöhe mit den acht Ortsteilen
- Asemissen
  - zu Asemissen das Dorf Asemissen (⊙) und das „Gut Barkhausen“ (⊙)
- Bechterdissen
  - zu Bechterdissen der Ort Bechterdissen (⊙), die Weiler Berkenbruch (⊙) und Döldissen (⊙) sowie das „Gut Milse“ (⊙)
- Bexterhagen (⊙)
- Greste
  - zu Greste der Ort Greste (⊙), die Hagen-Siedlung Greste-Dorf (⊙), die Weiler Grester Feld (⊙) und Grester Lake  (⊙) sowie die Bauerschaften Dahlhausen (⊙) und Evenhausen (⊙)
- Krentrup
  - zu Krentrup der Ort Krentrup (⊙) sowie die Bauerschaften Krentruperhagen (⊙) und Heipke (⊙)
- Leopoldshöhe
  - zu Leopoldshöhe der Ort Leopoldshöhe (⊙) und das „Gut Hovedissen“ (⊙)
- Nienhagen
  - zu Nienhagen der Ort Nienhagen (⊙) und der Weiler Sudheide (⊙)
- Schuckenbaum
  - zu Schuckenbaum der Ort Schuckenbaum (⊙) und das „Gut Eckendorf“ (⊙)

### Lügde
Lügde mit den zehn Ortschaften
- Elbrinxen
  - zu Elbrinxen der Ort Elbrinxen (⊙) und der Weiler Glashütte (⊙)

- Falkenhagen (⊙)

- Harzberg (⊙)

- Hummersen (⊙)

- Köterberg (⊙)

- Lügde (Kernstadt) (⊙)

- Niese
  - zu Niese der Ort Niese (⊙) und die „Niesemühle“ (⊙)

- Rischenau
  - zu Rischenau der Ort Rischenau (⊙) sowie die Weiler Biesterfeld (⊙) und Papenbruch (⊙)

- Sabbenhausen
  - zu Sabbenhausen der Ort Sabbenhausen (⊙) sowie die Weiler Ratsiek (⊙) und Winkhausen (⊙)

- Wörderfeld
  - zu Wörderfeld der Ort Wörderfeld (⊙) und der Weiler Hünkergrund (⊙)

### Oerlinghausen
Oerlinghausen mit den drei Ortsteilen
- Helpup
  - zu Helpup die Dörfer Helpup (⊙) und Währentrup (⊙)

- Lipperreihe (⊙)

- Oerlinghausen (Kernstadt) (⊙)

### Schieder-Schwalenberg
Schieder-Schwalenberg mit den sieben Ortsteilen
- Brakelsiek (⊙)

- Lothe (⊙)

- Ruensiek
  - zu Ruensiek die Weiler Kreienberg (⊙) und Ruensiek (⊙)

- Schieder (Kernstadt)
  - zu Schieder der Ort Schieder(⊙), das Dorf Glashütte (⊙), der Weiler Nessenberg (⊙) sowie der „Gripshof“ (⊙) und der „Noltehof“ (⊙)

- Schwalenberg (Kernstadt) (⊙)

- Siekholz
  - zu Siekholz der Ort Siekholz (⊙), die Weiler  Kamerun (⊙) und Siekfeld (⊙) sowie der „Siekhof“ (⊙)

- Wöbbel
  - zu Wöbbel der Ort Wöbbel (⊙) und das „Schloss Wöbbel“ (⊙)

### Schlangen
Schlangen mit den drei Ortsteilen
- Kohlstädt (⊙)

- Oesterholz-Haustenbeck
  - zu Oesterholz-Haustenbeck der Ort Oesterholz-Haustenbeck (⊙), der „Alleenhof“ (⊙) und der „Brunnenhof“ (⊙)

- Schlangen
  - zu Schlangen der Ort Schlangen (⊙) und der Weiler Bauernkamp (⊙)

## Alphabetische Liste
- Karte mit allen Koordinaten der Orte im Kreis Lippe:
- OSM |
- WikiMap

In Fettschrift erscheinen die Orte, die namengebend für die Gemeinde sind, in Kursivschrift sind Einzelhäuser, Häusergruppen, Siedlungen, Burgen, Schlösser, Güter, Gehöfte und Höfe geführt.
| - Aechternhöfen zu Extertal - Ahmsen zu Bad Salzuflen - Hofanlage Albertsmeier zu Bad Salzuflen - Alleenhof zu Schlangen - Almena zu Extertal - Alt Holzhausen zu Bad Salzuflen - Altendonop zu Blomberg - Altenkamp zu Detmold - Alter Sternberg zu Dörentrup - Hof Altrogge zu Dörentrup - Alverdissen zu Barntrup - Am Siep zu Horn-Bad Meinberg - Asemissen zu Leopoldshöhe - Asendorf zu Kalletal - Asmissen zu Extertal - Aspe zu Bad Salzuflen - Asperheide zu Bad Salzuflen - Auf dem Sande zu Lage - Auf der Huneke zu Bad Salzuflen - Augustdorf - Gut Avenhaus zu Lage - Bad Meinberg - Bad Salzuflen - Bark zu Lage - Barkhausen zu Detmold - Gut Barkhausen zu Leopoldshöhe - Barntrup - Bauernkamp zu Schlangen - Bavenhausen zu Kalletal - Bechterdissen zu Leopoldshöhe - Gut Beerentrup zu Detmold - Bega zu Dörentrup - Belle zu Horn-Bad Meinberg - Bellenberg zu Horn-Bad Meinberg - Benthof zu Extertal - Bentorf zu Kalletal - Bentrup zu Barntrup - Bentrup zu Detmold - Berg zu Extertal - Bergkirchen zu Bad Salzuflen - Berkenbruch zu Leopoldshöhe - Berlebeck zu Detmold - Betzen zu Dörentrup - Bexten zu Bad Salzuflen - Bexterhagen zu Leopoldshöhe - Biemsen zu Bad Salzuflen - Biemsen-Ahmsen zu Bad Salzuflen - Biershöhe zu Kalletal - Biesen zu Detmold - Biesterfeld zu Lügde - Billerbeck zu Horn-Bad Meinberg - Billinghausen zu Lage - Billinghauser Heide zu Lage - Bistrup zu Extertal - Blomberg - Blomenstein zu Dörentrup - Bögerhof zu Extertal - Borkhausen zu Blomberg - Bornsiek zu Kalletal - Bösingfeld zu Extertal - Brake zu Lemgo - Brakelsiek zu Schieder-Schwalenberg - Domäne Breda zu Lemgo - Bredaerbruch zu Lemgo - Brede zu Kalletal - Breden zu Bad Salzuflen - Breite zu Lemgo - Breitenheide zu Lage - Bremke zu Detmold - Bremke zu Extertal - Brokhausen zu Detmold - Brosen zu Kalletal - Bruch zu Kalletal - Brunnenhof zu Schlangen - Brüntorf zu Lemgo - Brüntrup zu Blomberg - Buchhals zu Extertal - Gut Büllinghausen zu Lemgo - Büllinghauser Heide zu Lemgo - Buschhof zu Extertal - Buschkamp zu Horn-Bad Meinberg - Buschmühle zu Horn-Bad Meinberg - Büxten zu Bad Salzuflen - Capelle zu Detmold - Cappel zu Blomberg - Dahlhausen zu Leopoldshöhe - Dahlseide zu Detmold - Dalbke zu Kalletal - Dalborn zu Blomberg - Dehlentrup zu Detmold - Detmold - Detmold-Nord zu Detmold - Detmold-Süd zu Detmold - Diestelbruch zu Detmold - Dinglinghausen zu Lemgo - Döldissen zu Leopoldshöhe - Donop zu Blomberg - Donoper Teich zu Detmold - Dörentrup - Hof Drawe zu Blomberg - Drecken zu Dörentrup - Drömschen zu Extertal - Drostenhof zu Extertal - Dudenhausen zu Barntrup - Düstersiek zu Bad Salzuflen - Echternhagen zu Kalletal - Gut Eckendorf zu Leopoldshöhe - Egge zu Extertal - Ehlenbruch zu Lage - Ehrentrup zu Lage - Ehrsen zu Bad Salzuflen - Ehrsen-Breden zu Bad Salzuflen - Eichhof zu Kalletal - Eichholz zu Detmold - Eichholz zu Kalletal - Eimke zu Extertal - Elbrinxen zu Lügde - Elend zu Kalletal - Elfenborn zu Kalletal - Ellern zu Blomberg - Ellernkamp zu Horn-Bad Meinberg - Entrup zu Lemgo - Erdbruch zu Blomberg - Erder zu Kalletal - Erdsiek zu Bad Salzuflen - Eschenbruch zu Blomberg - Evenhausen zu Leopoldshöhe - Externsteine zu Horn-Bad Meinberg - Extertal - Falkenhagen zu Lügde - Farmbeck zu Dörentrup - Farmbke zu Kalletal - Fassenberg zu Extertal - Faulensiek zu Kalletal - Feldrom zu Horn-Bad Meinberg - Fissenknick zu Horn-Bad Meinberg - Flötepfeife zu Blomberg - Forellenhof zu Dörentrup - Freimissen zu Blomberg - Frettholz zu Bad Salzuflen - Frettholz zu Barntrup - Fromhausen zu Horn-Bad Meinberg - Hof Gehren zu Kalletal - Geherenberg zu Blomberg - Glashütte zu Lügde - Glashütte zu Schieder-Schwalenberg - Glimke zu Bad Salzuflen - Goldener Winkel zu Extertal - Göstrup zu Extertal - Domäne Göttentrup zu Dörentrup - Graben zu Blomberg - Grastrup zu Bad Salzuflen - Greste zu Leopoldshöhe - Greste-Dorf zu Leopoldshöhe - Grester Feld zu Leopoldshöhe - Grester Lake zu Leopoldshöhe - Grenzweg zu Bad Salzuflen - Gripshof zu Schieder-Schwalenberg - Gronhof zu Bad Salzuflen - Großenmarpe zu Blomberg - Grünau zu Bad Salzuflen - Hagen zu Lage - Hof Hagen zu Extertal - Hagendonop zu Blomberg - Hahnenberg zu Blomberg - Hakedahl zu Detmold - Meierhof Hakedahl zu Detmold - Hakenheide zu Lage - Hankenegge zu Kalletal - Hardissen zu Lage - Harkemissen zu Kalletal - Hartigshof zu Bad Salzuflen - Harzberg zu Lügde - Hasebeck zu Lemgo - Haue zu Horn-Bad Meinberg - Haustenbeck zu Schlangen - Hedderhagen zu Lage - Heesten zu Horn-Bad Meinberg - Heidegrund zu Kalletal - Heidelbeck zu Kalletal - Heiden zu Lage - Heidenoldendorf zu Detmold - Heidkamp zu Bad Salzuflen | - Heiligenkirchen zu Detmold - Heinenbüchenbruch zu Extertal - Heipke zu Leopoldshöhe - Hellberg zu Detmold - Hellberg zu Kalletal - Hellbrede zu Bad Salzuflen - Hellerhausen zu Bad Salzuflen - Hellinghausen zu Kalletal - Helpup zu Oerlinghausen - Helweghof zu Lage - Hemmensiek zu Kalletal - Hengstheide zu Lemgo - Henstorf zu Kalletal - Herberhausen zu Detmold - Gut Heberhausen - Herborn zu Barntrup - Herbrechtsdorf zu Kalletal - Herrenmühle zu Horn-Bad Meinberg - Herrentrup zu Blomberg - Heßloh zu Lage - Hestrup zu Blomberg - Hiddensen zu Blomberg - Hiddentrup zu Lage - Hiddesen zu Detmold - Hiddesener Bent zu Detmold - Hillentrup zu Dörentrup - Hohenhausen zu Kalletal - Hohenloh zu Detmold - Hohensonne zu Extertal - Hohenwart zu Detmold - Hohlenweg zu Kalletal - Hollenstein zu Bad Salzuflen - Hollhöfen zu Horn-Bad Meinberg - Hölsen zu Bad Salzuflen - Hölserheide zu Bad Salzuflen - Hölsersundern zu Bad Salzuflen - Höltern zu Kalletal - Holzbrede zu Kalletal - Holzhausen zu Bad Salzuflen - Holzhausen zu Horn-Bad Meinberg - Holzhausen-Externsteine zu Horn-Bad Meinberg - Homeien zu Dörentrup - Höntrup zu Blomberg - Gut Hörentrup zu Bad Salzuflen - Horn zu Horn-Bad Meinberg - Horn-Bad Meinberg - Hornoldendorf zu Detmold - Rittergut Hornoldendorf zu Detmold - Hörste zu Lage - Hörster Bruch zu Lage - Hörstmar zu Lemgo - Gut Hovedissen - Humfeld zu Dörentrup - Hummersen zu Lügde - Gut Hündersen zu Bad Salzuflen - Hünderserberg zu Bad Salzuflen - Hünkergrund zu Lügde - Hüntrup zu Lage - Hüttenhau zu Extertal - Huxol zu Kalletal - Schloss Iggenhausen - Im Klee zu Kalletal - Istorf zu Lemgo - Istrup zu Blomberg - Jägerborn zu Extertal - Jerxen zu Detmold - Jerxen-Orbke zu Detmold - Kachtenhausen zu Lage - Kahler Berg zu Bad Salzuflen - Kahlgrund zu Kalletal - Kalldorf zu Kalletal - Kalletal - Kamerun zu Lage - Kamerun zu Schieder-Schwalenberg - Kattenbrink zu Bad Salzuflen - Kempen zu Horn-Bad Meinberg - Kempenfeldrom zu Horn-Bad Meinberg - Kirchdonop zu Blomberg - Kirchgrund zu Kalletal - Kirchheide zu Lemgo - Klein Nalhof zu Extertal - Kleinenmarpe zu Blomberg - Kluckhof zu Lemgo - Klus zu Blomberg - Klüt zu Detmold - Klüter Berg zu Detmold - Knetterheide zu Bad Salzuflen - Knopshof zu Extertal - Kohlbeet zu Kalletal - Kohlenberg zu Horn-Bad Meinberg - Kohlstädt zu Schlangen - Köterberg zu Lügde - Hof Krawinkel zu Lage - Kreienberg zu Schieder-Schwalenberg - Krentrup zu Leopoldshöhe - Krentruperhagen zu Leopoldshöhe - Krentruperhagen - Kriegerheide zu Bad Salzuflen - Kromehof zu Extertal - Kropsheide zu Barntrup - Krubberg zu Dörentrup - Krutheide zu Bad Salzuflen - Kuhlenberg zu Horn-Bad Meinberg - Kükenbruch zu Extertal - Kussel zu Detmold - Küte zu Horn-Bad Meinberg - Rittergut Küterbrok zu Horn-Bad Meinberg - Kutzehof zu Horn-Bad Meinberg - Lage - Lakehof zu Horn-Bad Meinberg - Langenholzhausen zu Kalletal - Langewand zu Kalletal - Laßbruch zu Extertal - Leese zu Lemgo - Lehhof zu Bad Salzuflen - Lehmbrink zu Detmold - Lehmkuhle zu Lemgo - Leistrup zu Detmold - Lemgo - Lenstrup zu Detmold - Leopoldshöhe - Leopoldstal zu Horn-Bad Meinberg - Lichtensberg zu Kalletal - Lieme zu Lemgo - Lindemannsheide zu Bad Salzuflen - Lindemannshof zu Bad Salzuflen - Linderhofe zu Extertal - Lipperreihe zu Oerlinghausen - Lockhausen zu Bad Salzuflen - Lohholz zu Detmold - Loholz zu Lemgo - Loose zu Bad Salzuflen - Loßbruch zu Detmold - Lothe zu Schieder-Schwalenberg - Gut Lückhausen zu Lage - Lüdekingshof zu Dörentrup - Lüdenhausen zu Kalletal - Lüdershof zu Blomberg - Lüerdissen zu Lemgo - Lüerdisser Bruch zu Lemgo - Lügde - Luherheide zu Lemgo - Lütte zu Lemgo - Malmershaupt zu Extertal - Markfeld zu Dörentrup - Maspe zu Blomberg - Maßbruch zu Extertal - Maßbruch zu Lage - Maßbruch zu Lemgo - Matorf zu Lemgo - Matorf-Kirchheide zu Lemgo - Mattenmühle zu Horn-Bad Meinberg - Meerbrede zu Bad Salzuflen - Meierberg zu Extertal - Meiersfeld zu Detmold - Hof „Meyer zu Oestrup“ zu Blomberg - Meyersollenhof zu Dörentrup - Gut Milse zu Leopoldshöhe - Hof „Mischer“ zu Detmold - Molkenberg zu Horn-Bad Meinberg - Gut „Mönchshof“ zu Barntrup - Mönkeberg zu Horn-Bad Meinberg - Mosebeck zu Detmold - Mossenberg zu Blomberg - Mühlenfeld zu Blomberg - Mühlenkamp zu Extertal - Hof Mühlenmeier zu Dörentrup - Hof Müller zu Kalletal - Müssen zu Lage - Nalhof zu Extertal - Gut Nassengrund zu Blomberg - Nessenberg zu Schieder-Schwalenberg - Neuenkamp zu Dörentrup - Neuenturmhof zu Lemgo - Neues Dorf zu Bad Salzuflen - Neumeiersfeld zu Detmold - Niederbrüntorf zu Lemgo - Hof Niederlag zu Bad Salzuflen - Niederluhe zu Lemgo - Niedermeien zu Kalletal - Niedernmühle zu Kalletal - Niederntalle zu Kalletal - Niederschönhagen zu Detmold - Nienhagen zu Detmold - Nienhagen zu Leopoldshöhe | - Niewald zu Detmold - Niese zu Lügde - Niesemühle zu Lügde - Noltehof zu Schieder-Schwalenberg - Nösingsfeld zu Extertal - Oberluhe zu Lemgo - Obernhausen zu Detmold - Obernienhagen zu Detmold - Oberschönhagen zu Detmold - Obersiebenhöfen zu Blomberg - Oberwiembeck zu Lemgo - Oelentrup zu Dörentrup - Oerlinghausen - Oesterholz zu Schlangen - Oesterholz-Haustenbeck zu Schlangen - Oettern zu Detmold - Oetternberg zu Detmold - Oettern-Bremke zu Detmold - Ohrsen zu Lage - Orbke zu Detmold - Ortmühle zu Detmold - Osterberg zu Kalletal - Osterhagen zu Kalletal - Papenbruch zu Lügde - Papenhausen zu Bad Salzuflen - Pecherhof zu Bad Salzuflen - Pehlen zu Bad Salzuflen - Pfefferberg zu Extertal - Pferdebruch zu Kalletal - Pieperberg zu Extertal - Pillenbruch zu Bad Salzuflen - Pivitsheide V. H. zu Detmold - Pivitsheide V. L. zu Detmold - Pottenhausen zu Lage - Pulsfeld zu Barntrup - Quentsiek zu Bad Salzuflen - Rafeld zu Kalletal - Ratsiek zu Lügde - Reelkirchen zu Blomberg - Hof Reichenberg zu Blomberg - Reine zu Extertal - Remmighausen zu Detmold - Rentorf zu Kalletal - Rethberg zu Extertal - Retzen zu Bad Salzuflen - Rhiene zu Lemgo - Gut Ribbentrup zu Bad Salzuflen - Rischenau zu Lügde - Gut Röhrentrup zu Detmold - Röntorf zu Kalletal - Rosenbaumhof zu Dörentrup - Rote Kuhle zu Barntrup - Gut Rothensiek zu Horn-Bad Meinberg - Rott zu Barntrup - Rott zu Extertal - Ruensiek zu Schieder-Schwalenberg - Sabbenhausen zu Lügde - Sassenholz zu Bad Salzuflen - Schieder (Kernstadt) zu Schieder-Schwalenberg - Schieder-Schwalenberg - Schlangen - Schmedissen zu Horn-Bad Meinberg - Schnat zu Horn-Bad Meinberg - Schneppel zu Extertal - Schönemark zu Detmold - Schönhagen zu Extertal - Gut Schönhagen zu Extertal - Hof Schröder zu Horn-Bad Meinberg - Schuckenbaum zu Leopoldshöhe - Hof Schuckmann zu Bad Salzuflen - Hof Schwabedissen zu Bad Salzuflen - Schwaghof zu Bad Salzuflen - Schwalenberg (Kernstadt) zu Schieder-Schwalenberg - Schwelentrup zu Dörentrup - Selbeck zu Barntrup - Selsen zu Kalletal - Sepp zu Bad Salzuflen - Sibbentrup zu Dörentrup - Siebenhöfen zu Blomberg - Siek zu Extertal - Siekfeld zu Schieder-Schwalenberg - Siekhof zu Schieder-Schwalenberg - Siekholz zu Schieder-Schwalenberg - Silbermühle zu Horn-Bad Meinberg - Silixen zu Extertal - Sommersell zu Barntrup - Sonneborn zu Barntrup - Sonnenhof zu Dörentrup - Speckenbach zu Bad Salzuflen - Hof Spille zu Extertal - Spork zu Detmold - Spork zu Dörentrup - Sprengerhof zu Detmold - Stapelage zu Lage - Gut Stapelage zu Lage - Stallhaus zu Bad Salzuflen - Steinbeck zu Bad Salzuflen - Steinegge zu Kalletal - Steinheide zu Bad Salzuflen - Steinsiek zu Blomberg - Stemmen zu Kalletal - Burg Sternberg zu Extertal - Stollberg zu Blomberg - Strang zu Extertal - Strang zu Lemgo - Stratenberg zu Extertal - Struchtrup zu Barntrup - Stucken zu Lemgo - Stuckenmühle zu Horn-Bad Meinberg - Stumpenhagen zu Dörentrup - Sturheide zu Kalletal - Sudheide zu Leopoldshöhe - Südholz zu Kalletal - Sültehof zu Lage - Sunderhof zu Lage - Sundern zu Bad Salzuflen - Sylbach zu Bad Salzuflen - Talle zu Kalletal - Tevenhausen zu Kalletal - Tiefental zu Kalletal - Tintrup zu Blomberg - Tipp zu Lemgo - Trophagen zu Lemgo - Uebbentrup zu Bad Salzuflen - Uekermann an der Bega zu Bad Salzuflen - Uekenpohl zu Lage - Uhlental zu Barntrup - Gut Ullenhausen zu Extertal - Unternienhagen zu Detmold - Untersiebenhöfen zu Blomberg - Unterwiembeck zu Lemgo - Vahlhausen zu Detmold - Vahlhausen zu Horn-Bad Meinberg - Vahlhauser Höhe zu Detmold - Vallentrup zu Extertal - Varenholz zu Kalletal - Domäne Varenholz zu Kalletal - Schloss Varenholz zu Kalletal - Veldrom zu Horn-Bad Meinberg - Gut Vinnen zu Bad Salzuflen - Vogelhorst zu Lemgo - Vogtskamp zu Dörentrup - Volkhausen zu Bad Salzuflen - Voßhagen zu Bad Salzuflen - Voßheide zu Lemgo - Waddenhausen zu Lage - Wahmbeck zu Lemgo - Wahmbeckerheide zu Lemgo - Währentrup zu Oerlinghausen - Waldemeine zu Bad Salzuflen - Wallbaumshof zu Blomberg - Wällen zu Horn-Bad Meinberg - Waterloo zu Kalletal - Wehren zu Horn-Bad Meinberg - Wellentrup zu Blomberg - Welstorf zu Lemgo - Wendlinghausen zu Dörentrup - Schloss Wendlinghausen zu Dörentrup - Wentorf zu Kalletal - Werl zu Bad Salzuflen - Werler Feld zu Bad Salzuflen - Westorf zu Kalletal - Wiebesiek zu Kalletal - Wiembeck zu Lemgo - Wiembecker Heide zu Lemgo - Wiemke zu Extertal - Wiensiek zu Bad Salzuflen - Wilbasen zu Blomberg - Wilberg zu Horn-Bad Meinberg - Windberg zu Bad Salzuflen - Winkhausen zu Lügde - Winterberg zu Kalletal - Wissentrup zu Lage - Wittighöfen zu Lemgo - Wittighöferheide zu Lemgo - Wöbbel zu Schieder-Schwalenberg - Schloss Wöbbel zu Schieder-Schwalenberg - Wöhren zu Blomberg - Wörderfeld zu Lügde - Hof Wrenger zu Horn-Bad Meinberg - Wüsten zu Bad Salzuflen |